# 1954 en Alberta
Chronologie de l'Alberta
- 1950
- 1951
- 1952
- 1953
- 1954
- 1955
- 1956
- 1957
- 1958

Cette page concerne des événements qui se sont produits durant l'année 1954 dans la province canadienne de l'Alberta.

## Politique
- Premier ministre :   Ernest Manning du Crédit social
- Chef de l'Opposition :  	James Harper Prowse
- Lieutenant-gouverneur :  John James Bowlen.
- Législature :

## Événements
- Mise en service des CICT TV Tower 1[1] et CICT TV Tower 2[2] tours de télévision de 250 mètres de hauteur à Calgary.